# Грегорі Арнолен
Грегорі Арнолен (фр. Grégory Arnolin, нар. 10 листопада 1980, Ліврі-Гарган) — французький футболіст, що грав на позиції центрального захисника, зокрема за низку португальських клубних команд, а також за національну збірну Мартиніки.

## Клубна кар'єра
У дорослому футболі дебютував 1997 року виступами за другу команду паризького «ПСЖ», в якій провів чотири сезони. 
2002 року продовжив ігрову кар'єру у португальського третьолігового клубу «Педраш Рубраш». За два роки вже почав грати за Прімейру, де захищав кольори «Жіл Вісенте», «Марітіму» та «Віторії» (Гімарайнш).
Влітку 2009 року за 500 тисяч євро перейшов до іспанського «Спортінга» (Хіхон). Став одним з основних центральних захисників команди з Хіхона, відіграв за неї три сезони у Ла-Лізі і ще один сезон у Сегунді, де вже був гравцем ротації.
У 2013–2014 роках знову грав у Португалії, за команди «Пасуш ді Феррейра» та «Атлетіку» (Лісабон), після чого перейшов до провідної індійської команди «Гоа». 2015 року знову грав за лісабонський «Атлетіку», після чого повернувся до «Гоа», виступами за який наступного року і завершив ігрову кар'єру.

## Виступи за збірну
2013 року прийняв запрошення від тренерського штабу національної збірної Мартиніки захищати кольори цієї команди в рамках  тогорічного розіграшу Золотого кубка КОНКАКАФ. Взяв участь у трьох іграх цього турніру.
| Дата      | Місто    | Господарі | Результат | Гості     | Турнір              | Голи | Примітки |
| --------- | -------- | --------- | --------- | --------- | ------------------- | ---- | -------- |
| 7-7-2013  | Пасадена | Канада    | 0 – 1     | Мартиніка | Кубок КОНКАКАФ 2013 | -    | 72'      |
| 12-7-2013 | Сіетл    | Панама    | 1 – 0     | Мартиніка | Кубок КОНКАКАФ 2013 | -    |          |
| 15-7-2013 | Денвер   | Мартиніка | 1 – 3     | Мексика   | Кубок КОНКАКАФ 2013 | -    |          |
| Усього    |          | Матчів    | 3         |           | Голів               | 0    |          |